# Ólmod
Ólmod é um município da Hungria, situado no condado de Vas. Tem 3,66 km² de área e sua população em 2015 foi estimada em 107 habitantes.